# Omphalos (strofe)
De omphalos (Oudgrieks: ὀμφαλός, letterlijk: navel) of antistrofe is het middendeel van epinikia, Griekse heldendichten.
Dergelijke overwinningsliederen bestonden uit dans en koorzang ter ere van overwinnaars in de Panhelleense Spelen en ook wel van oorlogshelden.
Wanneer een winnend sporter of musicus terugkeerde van de Spelen, kreeg hij een feestelijke intocht en een banket aangeboden en werd het uit drie delen bestaande epinikion ten gehore gebracht. De omphalos, het middendeel, vergeleek de daden van de atleet met de daden van mythische helden zoals Herakles.
Bij de Panhelleense Spelen werden allerlei disciplines beoefend, niet alleen atletiek, hardlopen en wagenrennen, maar ook boksen en pankration. Bij de Pythische en Isthmische Spelen hoorden ook zang- en muziekwedstrijden. Veel deelnemers waren professionals en de overwinnaars waren de populaire sporthelden en 'popsterren' van hun tijd.